# 交響曲第6番 (ブルジョワ)
交響曲第6番『コッツウォルド交響曲』（Symphony No. 6 A Cotswold Symphony）作品109は、デリク・ブルジョワが1988年に作曲した管弦楽のための交響曲。後に作曲者自身の手で吹奏楽にも編曲され、2000年に作品109bとして出版された。

## 概要
グロスタシャーの主要都市の1つであるストラウドでの祭典 (Stroud Festival)用の委嘱作品でグロスターシャー州などにまたがる丘陵地帯であるコッツウォルズを表現した作品。この曲は主に田園風景を表現している。作曲者であるデリク・ブルジョワは、ストラウド祭典の理事の一人であるモーリス・ブロードベント (Maurice Broadbent) と曲の構想を練っていた。しかし、曲の冒頭をどうするかを決めかねていた。そんな折、デリク・ブルジョワはモーリスに祭典の会場近くにある、イングランド西部のセヴァーン川の河口付近まで展望できるほどの高い丘へ連れて行ってもらった。当時そこは霧の立ち込める秋であったが、その丘から展望できる壮大な景色を見て、ふっと冒頭の音楽が閃いた。

## 曲の構成
この曲は6つの楽章によって構成されているが、各々の楽章は切れ目無く演奏される。演奏時間は約35分。
1. パストラール（PASTRAL : DAWN : MISTS RISE OVER THE VALE OF GLOUCESTER）
2. メイポール（MAYPOLE）
3. ローマ軍の行進（THE IRON MARCH OF ROME）
4. 教会の鐘（CHURCH BELLS : "As sure as God's in Gloucestershire"）
5. 古い町：グロスター（THE OLD CITY : GLOUCESTER）
6. 終章：パストラール（EPILOGUE : PASTORAL）

作曲者ブルジョワにとって、ニ長調は自然、田園風景を想起させるものであるため、曲中の特に主題で多用している。

### パストラール：夜明け：グロスターの谷間から霧が晴れて
霧のかかったグロスターの渓谷を表現している。
不協和音から始まり、揺らめくような曖昧な旋律が奏でられる。この曖昧な旋律とは対照的に、最初は恐る恐るではあるが徐々に明確な旋律として、ニ長調の旋律が現れる。この旋律は曲の主題であり、各楽章で様相を変え何度か現れる。

### メイポール
イギリスにあるメイポールダンスを表現している。ぐるぐる回る、飛び跳ねる踊りを意味する。
楽章の始まりはハ長調で華麗な主題が軽快に演奏され、徐々に壮大な旋律となる。しかしその陽気な雰囲気は突如、不愉快なものに変わり騒がしくなり、次の楽章へ続く。

### ローマ軍の行進
テンポの遅いこの楽章には田園の風景はなく、その風景を横切る冷酷なローマ帝国の軍隊の行進を表現している。
低音によるぎこちない旋律から始まり、その旋律を受け継ぎ、さまざまな楽器で同様の旋律が奏でられるようになる。徐々に騒がしく力強くなり、中盤でこのぎこちない旋律が終わり、一変して行進曲風の旋律が現れる。しかしあくまでも、冷酷な雰囲気のままである。この楽章の終わりは、再びぎこちない旋律が高音楽器で奏でられるが、その後雰囲気は変わり、徐々にテンポを上げて次の楽章へ繋がっていく。

### 教会の鐘
この楽章の副題「As sure as God's in Gloucestershire」はイギリスの作曲家、詩人であるアイヴァー・ガーニーの作品からの引用である。
副題のとおり、この楽章は儚い旋律が奏でられる。ベル（チャイム）、グロッケンシュピール、ピアノの大きな響きが3拍子でこの楽章の主題を奏でる。この主題は、ディック・ウィティトンの御伽噺に出てくる教会の鐘を想起させる。楽章中盤では鐘の音が鳴り止み、静かにこの曲の主題に引き戻されるが、あくまで静かなままである。その後の短い静寂の後、次の楽章へ続く。

### 古い町：グロスター
この楽章は、ブルジョワがアイヴァー・ガーニーの以下の詩から受けた印象をそのまま表現している。
| Hear the passion-list of a fervent lover                | Whatever those may say                                  |
| The view from Over                                      | that have been cursed with an unlucky birth             |
| westgate Street at night, a great light, deep shadows,  | Poor blinded multitudes                                 |
| The Severn meadows                                      | That far from happy woods                               |
| The surprising the enormous Severn Plain                | Like these, in towns and hobels make their stay.        |
| So wide, so fair                                        | If one must die for England, Fate has given             |
| From Crickley seen on Coopers,                          | Generously indeed for we have known                     |
| my dear lane That holds all lane-delightfulnesses there | Before our time, the air and skies of Heaven            |
| (O Maisemore's darling way!)                            | And Beauty more than common have been shown             |
| Framelode, Frampton, Dymock, Minstrerworth...           | And with our Last fight fought, our last strife striven |
| You are the flower of villages in all earth!            | We shall enter unsurprised into our own                 |

この楽章はさまざまな旋律が現れ、複雑な構成になっているが、基本的には軽快で幸せな雰囲気の旋律が奏でられる。楽章が展開するにつれ、徐々に行進曲風の雰囲気に変わるが、「ローマ軍の行進」とは正反対の、堂々と落ち着いた様相で、イギリスの伝統の特徴が表現されている。この行進曲風の旋律が展開されるに従い、nobilmenteという単語が頭に浮かぶ。
楽章の終わりには、行進曲風の旋律が終わり、主要主題が演奏されて次の楽章へ進む。

### 終章：パストラール
田園風景を表現した終曲。
「パストラール：夜明け」と同じ旋律が再び現れるが、ここでは曲の終わりに相応しいダイナミクス(fff)で、壮大な様相となっている。さらに「ローマ軍の行進」と似た旋律が現れるが、華麗なニ長調で堂々と表現されている。

## 管弦楽版

### 編成
作曲者の公式ホームページに示されている編成は以下の通り。
| 木管   | 木管   | 金管                | 金管                | 打                  | 打                  | 弦                  | 弦                  |
| ------ | ------ | ------------------- | ------------------- | ------------------- | ------------------- | ------------------- | ------------------- |
| Fl.    | 3      | Hr.                 | 4                   | Timp.               | ●                   | Vn.1                | ●                   |
| Ob.    | 2      | Trp.                | 3                   | 他                  | 2                   | Vn.2                | ●                   |
| Cl.    | 2      | Trb.                | 3                   | 他                  | 2                   | Va.                 | ●                   |
| Fg.    | 2      | Tub.                | 1                   | 他                  | 2                   | Vc.                 | ●                   |
| 他     |        | 他                  |                     | 他                  | 2                   | Cb.                 | ●                   |
| その他 | その他 | Piano/Celesta, Harp | Piano/Celesta, Harp | Piano/Celesta, Harp | Piano/Celesta, Harp | Piano/Celesta, Harp | Piano/Celesta, Harp |

### 初演
不明

### 音源
不明

## 吹奏楽版
一般的な吹奏楽曲に比べ、曲が長く（30分程度、960小節）かつ相当な演奏技量を要する。特に金管楽器は幅広い音域を演奏できる必要があり、さらには極端に低い音、高い音で音量も要求される部分が多々ある。旋律は音域だけでなく、リズムであったり表現であったり、技術的にかなり難度が高いものが多い。

### 編成
オランダのハファブラ・ミュージック（Hafabra Music）から出版されている楽譜での編成は以下の通り。
| 木管   | 木管                     | 金管                | 金管                | 弦・打              | 弦・打              |
| ------ | ------------------------ | ------------------- | ------------------- | ------------------- | ------------------- |
| Fl.    | 2, Picc.                 | Tp.                 | 3                   | Cb.                 | ●                   |
| Ob.    | 2 (第2奏者持ち替えで EH) | Hr.                 | 4                   | Timp.               | ●                   |
| Fg.    | 2                        | Tbn.                | 2, Bass             | 他                  | 4                   |
| Cl.    | 3, Bass                  | Eup.                | ●                   | 他                  | 4                   |
| Sax.   | Alt. 2 Ten. 1 Bar. 1     | Tub.                | ●                   | 他                  | 4                   |
| その他 | その他                   | Piano/Celesta, Harp | Piano/Celesta, Harp | Piano/Celesta, Harp | Piano/Celesta, Harp |

### 初演
近畿大学吹奏楽部

### 音源
楽譜を出版しているハファブラ・ミュージックよりノルベール・ノジー指揮、ギィデ交響吹奏楽団による演奏が収録されたCDが発売されている。
また日本国内での演奏としては、木村吉宏指揮、フィルハーモニック・ウインズ大阪による演奏が収録されたCDが発売されている